# Oak Grove (Virginia)
Oak Grove è un census-designated place (CDP) degli Stati Uniti d'America, situato nello stato della Virginia, nella contea di Loudoun. Secondo il censimento del 2020 gli abitanti di Oak Grove ammontavano a 2 452.